# باشگاه فوتبال آرمان گهر سیرجان
باشگاه فوتبال آرمان گُهر سیرجان یک باشگاه فوتبال ایرانی بود که در شهر سیرجان قرار داشت.
این باشگاه در فصل ۹۷–۱۳۹۶ با نام جهاد نصر سیرجان در مسابقات لیگ دسته سوم فوتبال ایران شرکت کرده و توانسته بود به لیگ دسته دوم فوتبال ایران صعود کند، در فصل ۹۸–۱۳۹۷ این باشگاه با تغییر نام به آرمان گهر سیرجان با قرار گرفتن در رتبه اول گروه (ب) مرحله دوم لیگ دسته دوم ایران توانست به لیگ آزادگان صعود کند. این باشگاه امتیاز خود را در تیرماه ۱۴۰۲ به باشگاه شهر راز شیراز واگذار کرد.

## عملکرد کلی
| فصل       | لیگ                       | رتبه                     | جام حذفی فوتبال ایران | توضیحات       |
| --------- | ------------------------- | ------------------------ | --------------------- | ------------- |
| ۹۶–۱۳۹۵   | لیگ دسته سوم فوتبال ایران | سوم گروه(۵)              | _                     | _             |
| ۹۷–۱۳۹۶   | لیگ دسته سوم فوتبال ایران | دوم گروه(۳) (مرحله دوم)  | _                     | صعود در پلی‌آف |
| ۹۸–۱۳۹۷   | لیگ دسته دوم فوتبال ایران | اول گروه (ب) (مرحله دوم) | _                     | صعود          |
| ۹۹–۱۳۹۸   | لیگ آزادگان               | ۱۱                       | _                     | _             |
| ۱۴۰۰–۱۳۹۹ | لیگ آزادگان               | ۹                        | _                     | _             |
| ۰۱–۱۴۰۰   | لیگ آزادگان               | ۳                        | ۱/۱۶ نهایی            | _             |
| ۰۲–۱۴۰۱   | لیگ آزادگان               | ۱۳                       | ۱/۱۶ نهایی            | _             |

## افتخارات
- لیگ دسته دوم ایران

 نایب قهرمان : ۹۸–۱۳۹۷